# Burg Hohenfreyberg

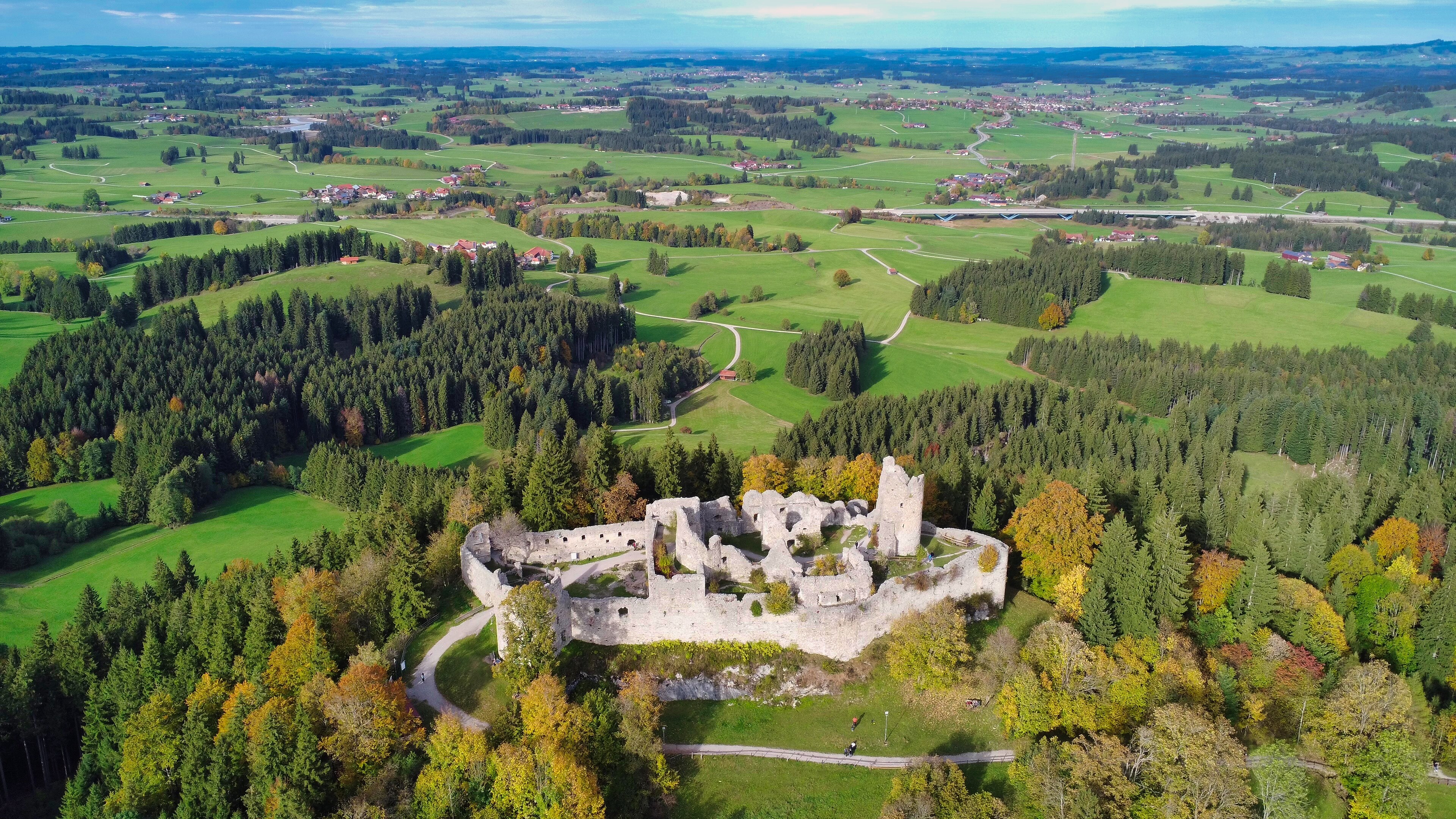
Luftaufnahme der Burg

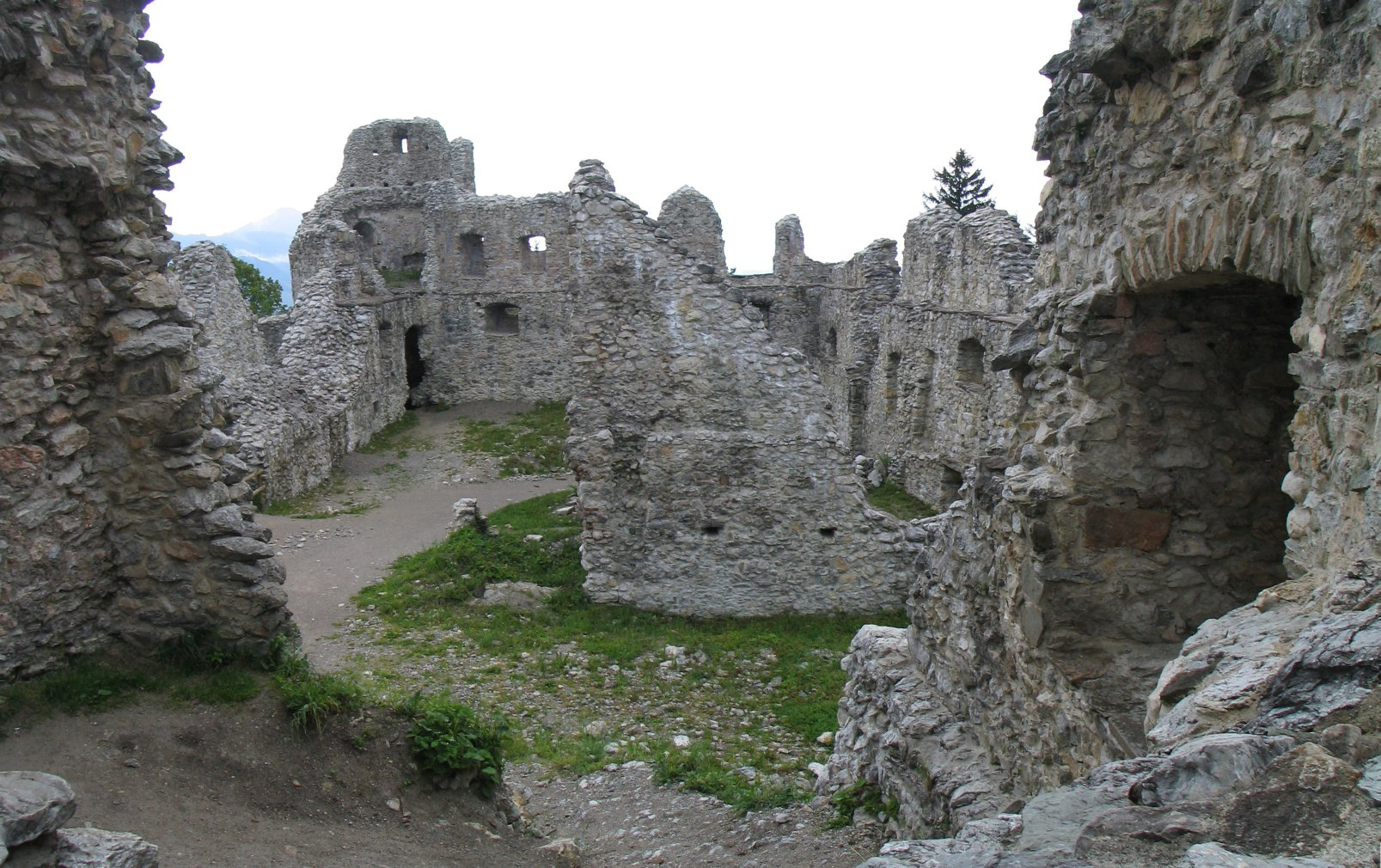
Der Innenhof

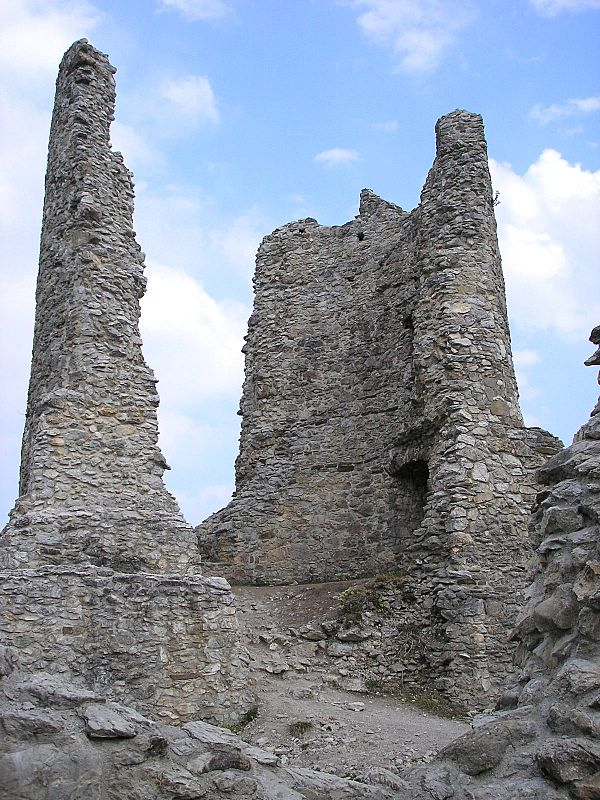
Der Hauptturm

Die Burg Hohenfreyberg bildet zusammen mit der direkt gegenüber liegenden Burg Eisenberg eine weithin sichtbare Burgengruppe im südlichen Allgäu, etwa vier Kilometer nördlich von Pfronten im Landkreis Ostallgäu. Die spätmittelalterliche Gipfelburg wurde während des Dreißigjährigen Krieges aufgegeben und in Brand gesetzt. Von 1995 bis 2006 konnte der ehemalige Adelssitz im Rahmen einer vielbeachteten Mustersanierung aufwändig gesichert und konserviert werden.

## Geografische Lage
Die Burgruine befindet sich in 1040,8 m ü. NN Höhe auf einem zweigipfeligen, felsigen Höhenzug vor den Tannheimer Bergen. In der näheren Umgebung finden sich beiderseits der deutsch-österreichischen Grenze zahlreiche weitere Burgen, Ruinen, Burgställe und Festungen, darunter das bekannte Schloss Neuschwanstein.

## Geschichte
Die Burg gilt als einer der letzten großen Burgneubauten des deutschen Mittelalters. Der Bauherr griff hier bewusst auf den – eigentlich anachronistischen – Bautypus der hochmittelalterlichen Höhenburg zurück, während anderen Ortes bereits die ersten Burgen verlassen oder schlossähnlich ausgebaut wurden.
Die Veste wurde ab 1418 durch Friedrich von Freyberg zu Eisenberg, den ältesten Sohn des gleichnamigen Herren der Burg Eisenberg, errichtet. Der Bau zog sich bis 1432 hin, die Mittel hierzu stammten aus den Erträgen der kleinen umliegenden Herrschaft, die sich der Bauherr vorzeitig als Erbteil übertragen ließ.
Auf diesen ersten Bauabschnitt gehen noch das Mauerwerk der Kernburg mit dem bergfriedähnlichen Hauptturm und große Mauerabschnitte der Vorburg zurück. Diese erste Burganlage bot das Bild einer etwa zweihundert Jahre älteren, hochmittelalterlichen Gipfelburg mit einem eindrucksvollen Bergfried und zwei Palassen. Friedrich von Freyberg wollte offenbar in Zeiten des ritterlichen Niederganges und des Aufstieges des Bürgertums ein Symbol erschaffen, ein Manifest ungebrochenen adeligen Machtanspruches. Sicherlich orientierte er sich auch hinsichtlich der Größe und dem Anspruch an der väterlichen Stammburg, die ja nur fünf Gehminuten entfernt lag.
Die Bau- und die immensen Unterhaltungskosten zwangen die Söhne Georg und Friedrich von Freyberg-Eisenberg zu Hohenfreyberg sowie ihren Vetter Georg von Freyberg-Eisenberg zu Eisenberg, der ebenfalls Güter der Herrschaft Hohenfreyberg besaß, um 1484 zum Verkauf der Burg an den Erzherzog Sigmund von Österreich, es fehlte zudem ein männlicher Erbe. Der Nachfolger des Erzherzogs, der spätere Kaiser Maximilian I., verpfändete Hohenfreyberg 1499 an den Augsburger Kaufmann Georg Gossembrot, dem Pfleger der nahen Tiroler Burg Ehrenberg. Dieser investierte große Summen in die Veste, die Anlage wurde wehrtechnisch verstärkt und modernisiert. Gossembrot verheiratete seine Tochter Sibylle mit Lutz von Freyberg zu Öpfingen-Justingen, einem Verwandten der Freyberger auf der Nachbarburg Eisenberg.
1502 starb der Augsburger, seine Witwe Radegunda Eggenberger stellte die Pfandherrschaft Hohenfreyberg mit Vertrag vom 9. Mai 1513 an Österreich zurück. Dabei machte sie geltend, dass ihr verstorbener Mann 17.000 bis 18.000 Gulden für Kauf und Baumaßnahmen ausgegeben habe.
Die Modernisierung der Befestigungsanlagen durch den Pfandherren zahlte sich bereits 1525 im Bauernkrieg aus. Der österreichische Pfleger konnte die Aufständischen erfolgreich abwehren, nachdem er in Innsbruck Verstärkung und Kriegsknechte angefordert hatte.
Gegen Ende des Dreißigjährigen Krieges, am 15. September 1646, wurden die österreichischen Vorposten Hohenfreyberg, Eisenberg und Falkenstein auf Befehl der Tiroler Landesregierung in Brand gesetzt. Die Burganlagen sollten den näherrückenden Schweden nicht intakt in die Hände fallen. Allerdings änderten die Angreifer ihre Marschroute, die Aufgabe der Burgen war also sinnlos. Alle drei Anlagen sind seitdem unbewohnte Ruinen.
Nach der Schlacht bei Austerlitz musste Österreich seine Allgäuer Besitzungen an Bayern abtreten. Das Königreich Bayern veräußerte Hohenfreyberg 1841 wieder zurück an die Freiherren von Freyberg, denen die Burg noch heute gehört.
1995 begann eine aufwändige Sanierung der bis dahin nahezu ungehindert verfallenden Burganlage. Die Stiftung Alp Action ermöglichte unter dem Schirmherren Prinz Sadruddin Aga Khan den Beginn der Sicherungsarbeiten, die aus finanziellen Gründen erst 2006 beendet werden konnten. Ziel der Maßnahmen war eine denkmalgerechte Konservierung des Zustandes bei Sanierungsbeginn, auf Ergänzungen und größere archäologische Eingriffe wurde verzichtet. Die international beachtete Mustersanierung gilt als Vorbild für zahlreiche ähnliche denkmalpflegerische Projekte in ganz Europa.
Im Zuge des Ausbaus der Burgenregion Allgäu ab 2004 wurden anschließend noch zwei didaktische Installationen und einige Infotafeln im Burginneren aufgestellt. Das Planungskonzept der Burgenregion Allgäu ist eine Erweiterung der grenzübergreifenden Burgenregion Ostallgäu-Außerfern, die auch das spektakuläre Festungsensemble um die Burg Ehrenberg bei Reutte im Tiroler Außerfern umfasst.

## Bauphasen

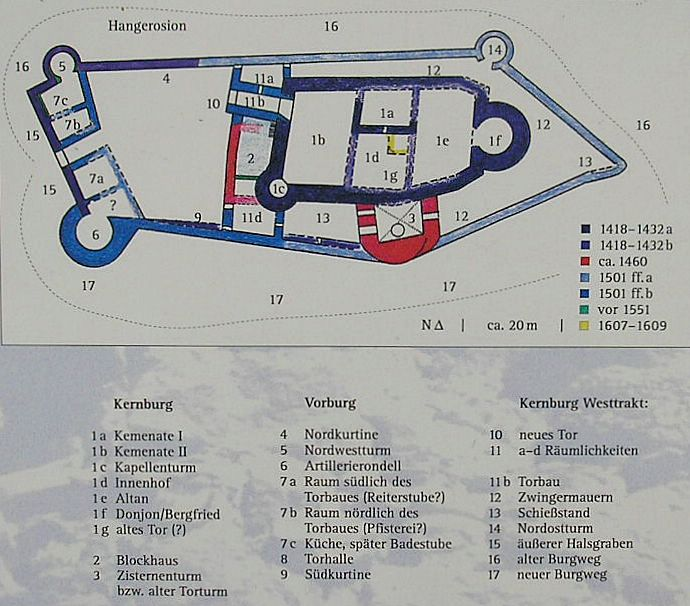
Baualtersplan auf der Infotafel am Eingang

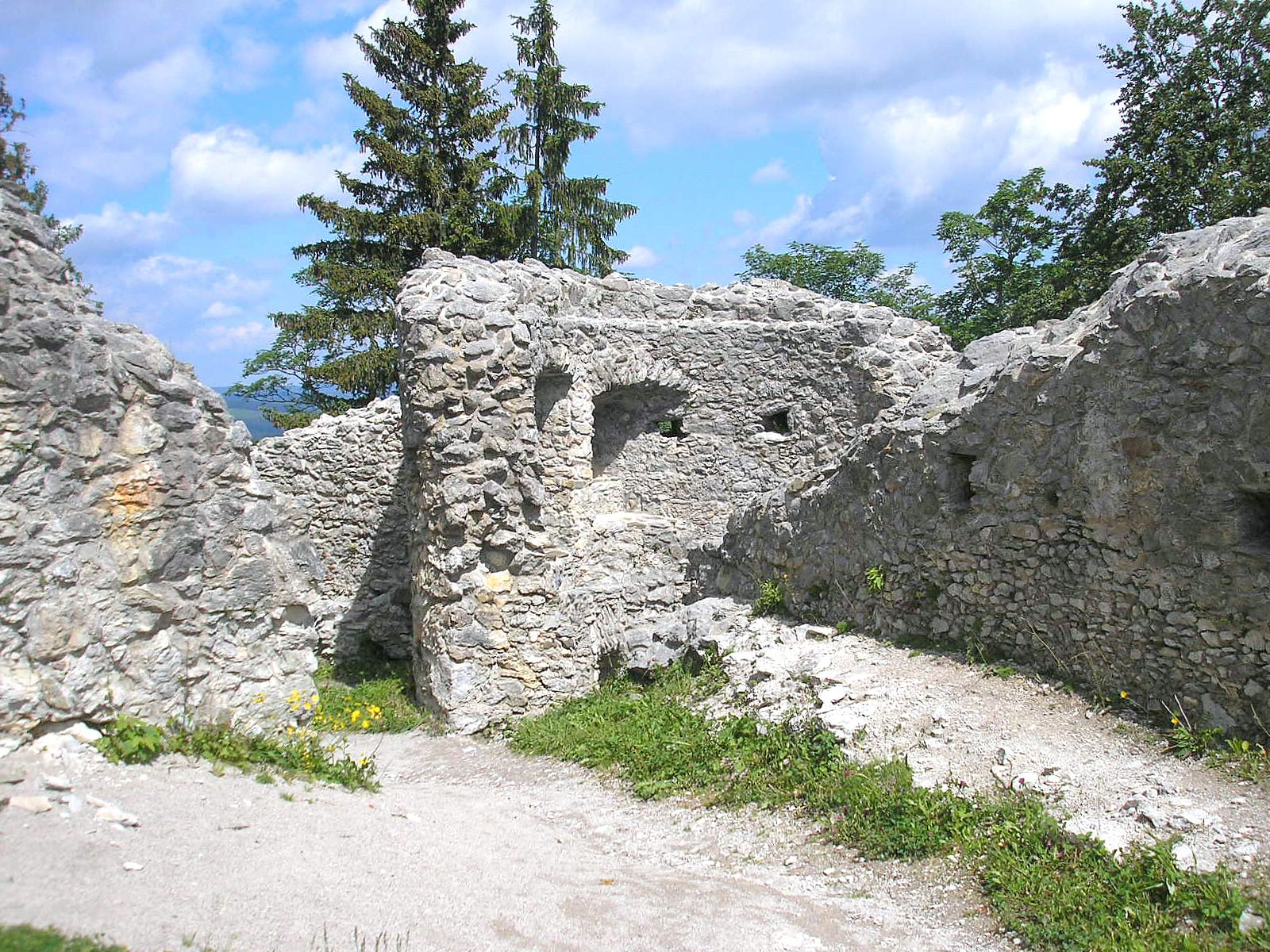
Blick in den Nordostzwinger mit dem Flankierungsturm

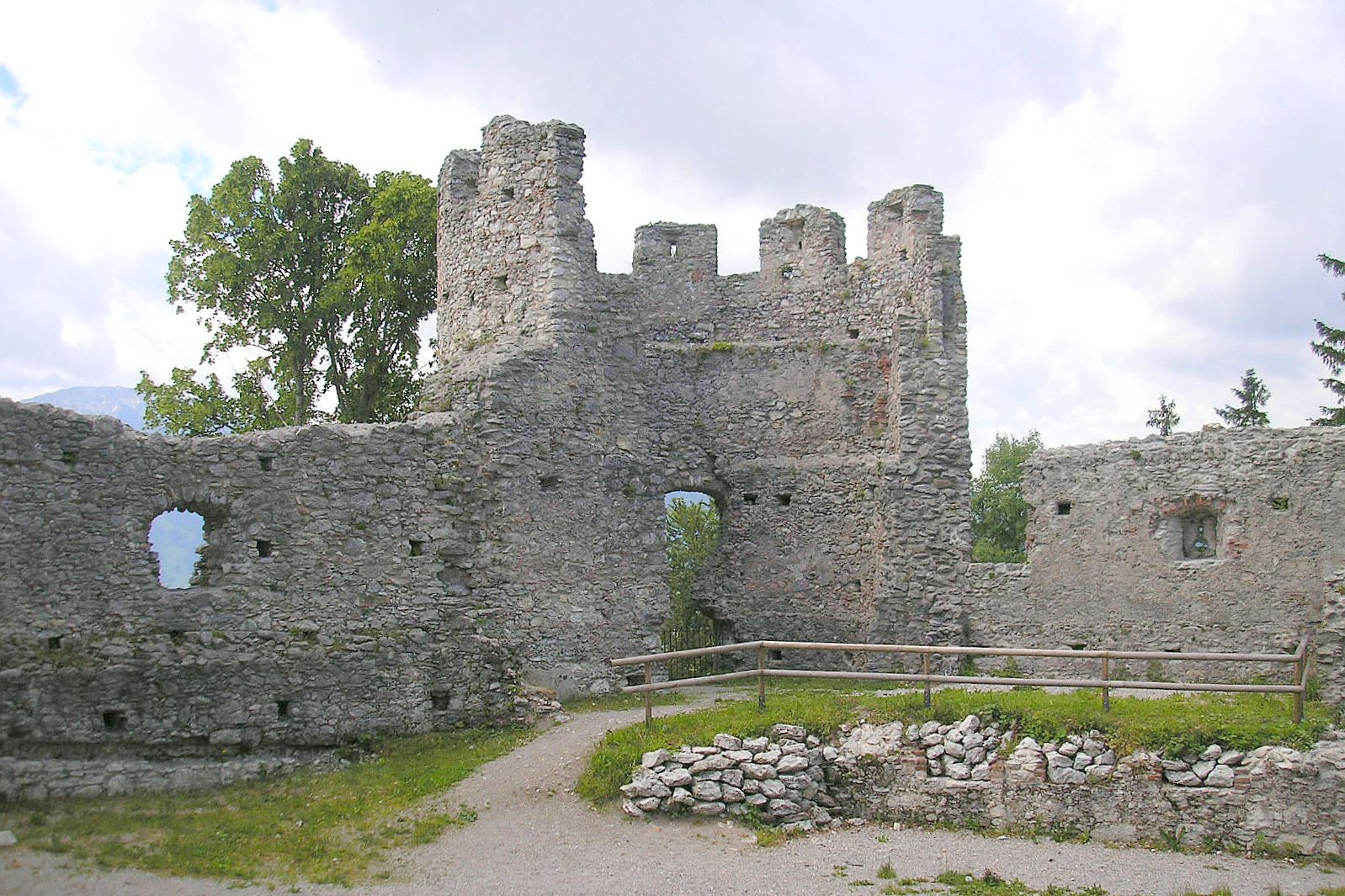
Der große Artillerieturm im Südwesten (Vorburg)

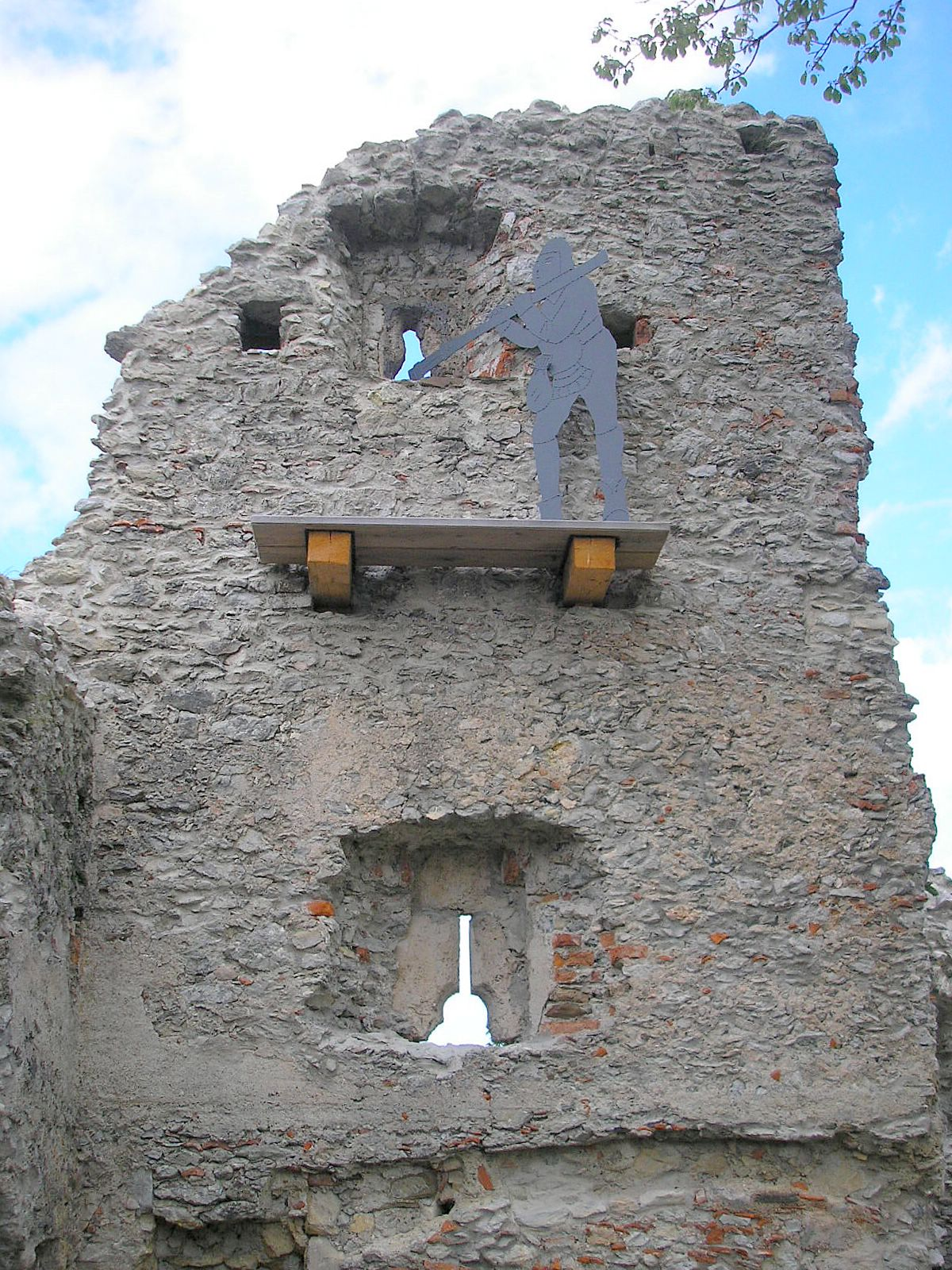
Didaktische Installation Hakenbüchsenschütze im Nordwesten der Vorburg

Die Burg entstand im Wesentlichen in drei großen Bauphasen. Die ursprüngliche Anlage (1418–32) war etwas kleiner als die erhaltene Ruine. Sie bestand aus zwei winkelförmig im Burghof stehenden Wohngebäuden, einem bergfriedähnlichen Hauptturm im Osten und einem Kapellenturm. Diese Kernburg wurde von einer kurzen Ringmauer umgeben. Die zinnenbekrönte Vorburgmauer war wesentlich niedriger als heute. Auf dem Vorburgplateau standen wohl einige hölzerne Wirtschafts- und Wohngebäude. Das ursprüngliche Tor der Vorburg war geringfügig breiter, befand sich aber an der gleichen Stelle wie der erhaltene Zugang. Ursprünglich führte der Burgweg um die Nord- und Ostseite der Burg und traf von Norden kommend auf das Vorburgtor. Das Tor der Kernburg lag damals noch in der Südwand. Die Vorburgmauer schützte das Haupttor hier in der Art eines Torzwingers.
Im Jahr 1456 verstärke man die beiden Toranlagen. An der Westfront der Kernburg entstand ein niedriges Artilleriehäuschen, von dem aus ein eingedrungener Feind mit leichten Feuerwaffen beschossen werden konnte. Das Haupttor wurde mit einem massiven Torbau überbaut.
Zwischen 1486 und 1502 wurde die Burg grundlegend umgebaut und verstärkt. Am Südwesteck der Vorburg entstand das wuchtige Artillerierondell. Die Ringmauer wurde erhöht und mit Schlüsselscharten für Hakenbüchsen ausgestattet. Der große Geschützturm deckte den neuen Zugangsweg, der nun auf der Südseite lag. Auch das Tor der Hauptburg wurde auf die Westseite verlegt und erhielt einen neuen Torturm. Dies bedingte den Abbruch der Nordhälfte des großen westlichen Wohnbaus (Palas), dessen Schutt meterhoch im Innenhof verteilt wurde. Als Folge musste man auch den kleineren Palas umbauen. Im Norden und Osten entstanden die mächtigen Zwingeranlagen mit einem halbrund ausspringenden Flankierungsturm im Nordosten.

## Beschreibung

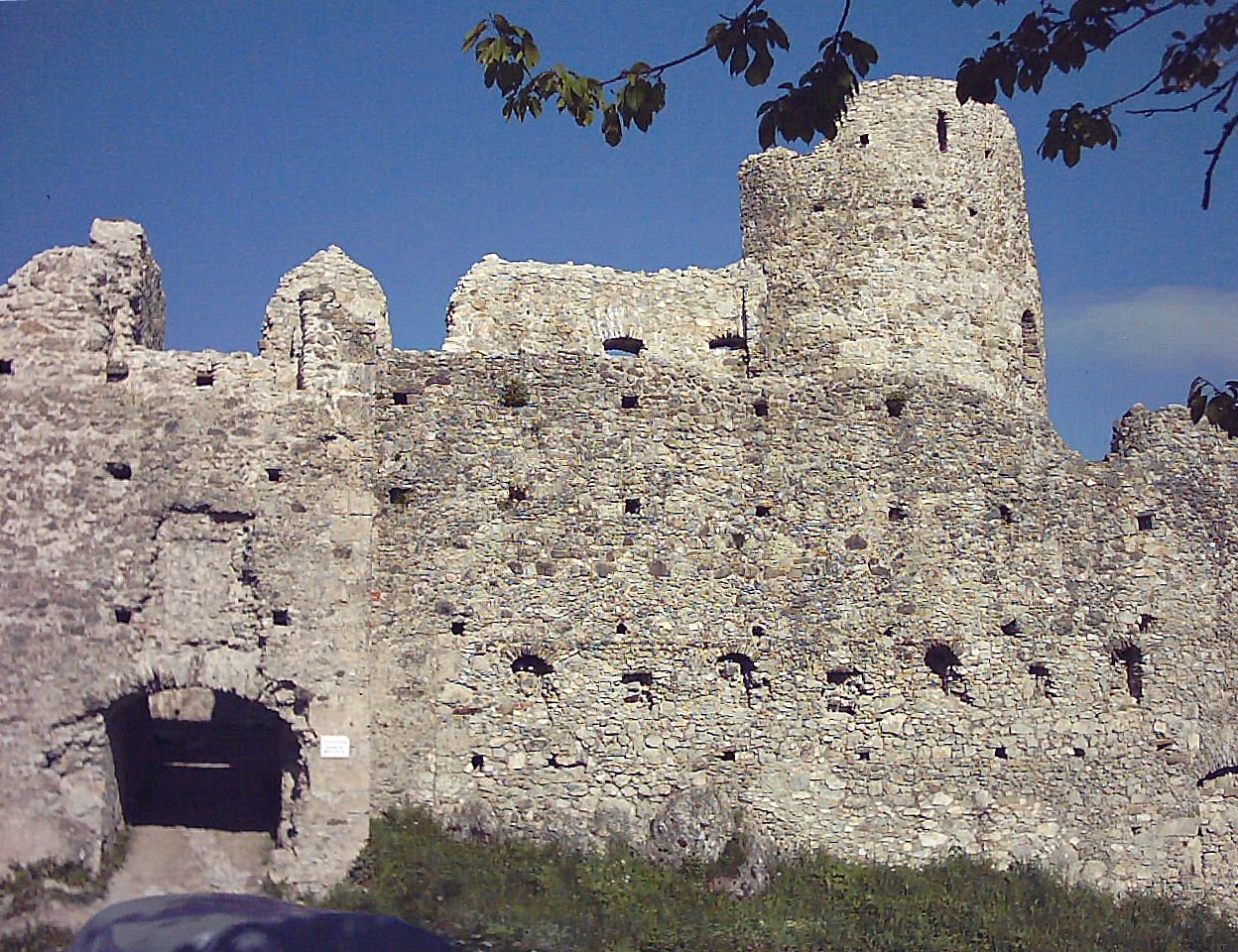
Die Hauptburg mit dem inneren Tor

Man betritt die Burganlage durch das Tor der Vorburg an der Westseite. Das Tor und die Ringmauern gehören noch der ersten Bauphase (1418–32) an. Rechts erhebt sich ein mächtiges Artillerierondell (1501, später erhöht), das unter Gossembrot hinzugefügt wurde. Nach etwa 30 Metern gelangt man zum Haupttor der Kernburg, neben dem weitere Gebäudetrakte (ca. 1460) stehen. Der ursprüngliche Eingang zur Kernburg befand sich allerdings in der Mitte der Südseite. Hier ist ein Torbau vorgelagert, der später zum Zisternenturm umgebaut wurde; Nessler deutet diesen fälschlicherweise als Stumpf des Bergfriedes. Der südliche Torturm verlor seine Funktion, nachdem der Burgzugangsweg unter Gossembrot von der Nord- auf die Südseite verlegt und durch das erwähnte Artillerierondell gesichert wurde.
Die eindrucksvollen Zwingeranlagen wurden ab 1486 unter dem Pfandherren Gossembrot um die Burg gelegt.
Um 1540 verstärkte man die Westfront der Kernburg durch eine Artillerieplattform. Die Konzeption dieses Burgteiles geht auf Albrecht Dürers 1527 veröffentlichtes Traktat Ettliche underricht zu befestigung der Stett, Schloß und flecken zurück. Die Geschützplattform wurde während der Generalsanierung wieder zugänglich gemacht. Auch die benachbarte Burg Eisenberg wurde im 16. Jahrhundert nach den Empfehlungen Dürers verstärkt.
Im Burghof standen zwei Wohnbauten, die winkelförmig aneinander stießen. Das Mauergeviert des Kleineren hat sich teilweise erhalten, die Außenmauern des Größeren waren zugleich die Ringmauern der ursprünglichen Burg, die Ostmauer ist verschwunden. Am Südwesteck ist noch der runde, eingewölbte Kapellenturm zu erwähnen.
Den östlichen Abschluss der Kernburg bildet der Bergfried mit seiner vorgelagerten Altane. Die Zwingermauer läuft spitzwinkelig um das Ostende der Kernburg. Im Nordosten des Zwingers springt ein runder Wehrturm aus der Mauerflucht.
Die gesamte Burganlage wurde aus dem anstehenden Kalkbruchstein aufgemauert. Das Baumaterial stammt aus einigen kleinen Steinbrüchen im unmittelbaren und näheren Burgbereich.
Zusammen mit den umliegenden Schlössern und Wehranlagen bieten die Anlagen dem Interessierten einen Überblick über die Geschichte des mitteleuropäischen Wehrbaues der letzten tausend Jahre (Burgenregion Ostallgäu-Außerfern). Zahlreiche Fundstücke aus der Burg Hohenfreyberg werden im Burgenmuseum des Örtchens Eisenberg-Zell ausgestellt.

## Wissenswertes
- Um die Burg Hohenfreyberg wurden 1582 zur Abgrenzung des Gerichtsbezirkes elf sogenannte Malefizsteine gesetzt.
- Im Jahre 2007 fanden in dieser Burg Dreharbeiten für die Telenovela Sturm der Liebe (ARD) statt.